# 低平中国溪蟹
低平中国溪蟹（学名：Chinapotamon depressum）为溪蟹科中国溪蟹属的动物。在中国大陆，分布于广西、广东等地，常生活于山区溪流石块下。其生存的海拔范围为500至1000米。